# Baltazar de Torres
Baltazar de Torres SJ, hiszp. Baltasar de Torres (ur. 14 grudnia 1563 w Grenadzie, zm. 20 czerwca 1626 w Nagasaki) – jezuicki misjonarz, prezbiter, błogosławiony Kościoła katolickiego, męczennik, ofiara antykatolickich prześladowań w Japonii, zamordowany z nienawiści do wiary (łac.) in odium fidei.

## Geneza męczeństwa - tło historyczne
Po okresie wzmożonej działalności misyjnej Kościoła katolickiego, gdy w 1613 roku siogun Hidetada Tokugawa wydał dekret, na mocy którego pod groźbą utraty życia wszyscy misjonarze mieli opuścić kraj, a praktykowanie i nauka religii zakazana, rozpoczęły się trwające kilka dziesięcioleci krwawe prześladowania chrześcijan. Baltazar de Torres był jedną z ofiarą eskalacji prześladowań zainicjowanych przez sioguna Iemitsu Tokugawę.

## Życiorys
Był Hiszpanem z Grenady. Pochodził ze szlacheckiej rodziny, pierwsze nauki pobierał w Ocaña, gdzie jego ojciec piastował stanowisko gubernatora. Do Towarzystwa Jezusowego wstąpił w 1579 roku. Nowicjat rozpoczął w Navalcarnero. Za cel realizacji powołania stawiał sobie ewangelizację w ramach misji w Japonii. Odbył studia filozoficzne w kolegiach w Huete i Cuenca, a następnie w Alcalá ukończył teologię. Po otrzymaniu sakramentu święceń kapłańskich w 1592 roku skierowany został do pracy dydaktycznej jako wykładowca teologii w seminarium duchownym w Makau. Do Japonii przybył po ośmiu latach i pozostał wśród wiernych wyznawców również po wydaniu dekretu zakazującego celebrowania praktyk religijnych przez chrześcijan. Apostolat realizował w ukryciu mieszkając u gorliwych katolików, małżeństwa Jana i Katarzyny Tanakich. Po dwudziestu pięciu latach pełnienia posługi kapłańskiej 15 marca 1626 roku aresztowano go pod Nagasaki wraz z katechistą Michałem Tōzō. 20 marca trafili do więzienia w Ōmurze.
17 czerwca 1626 roku Baltazara de Torresa i Michała Tōzō dołączono grupy zakonników przetrzymywanych w Nagasaki i 20 czerwca wszystkich żywcem spalono na podmiejskim wzgórzu.
7 lipca 1867 papież Pius IX beatyfikował Alfonsa z Navarrete i 204 towarzyszy wraz z męczennikami Towarzystwa Jezusowego, zabitymi za wyznawanie wiary w krajach misyjnych, wśród których był Baltazar de Torres. Grupa jezuitów z Baltazarem de Torresem określani są jako Franciszek Pacheco i towarzysze.
Dies natalis jest dniem, kiedy w Kościele katolickim obchodzone jest wspomnienie liturgiczne błogosławionego.